# اینچه قدیم
اینچه قدیم، روستایی از توابع بخش قره قویون شهرستان شوط استان آذربایجان غربی کشور ایران است.

## جمعیت
این روستا در دهستان قره قویون جنوبی قرار داشته و بر اساس سرشماری سال ۱۳۸۵ جمعیت آن ۴۵۹نفر (۹۳ خانوار) 
بوده است.